# アカマダラ (ヘビ)
アカマダラ（赤斑、Lycodon rufozonatus）は、有鱗目ナミヘビ科オオカミヘビ属に分類されるヘビ。

## 分布
- L. r. rufozonatus　アカマダラ

韓国、台湾、中国東部から南部、北朝鮮、日本（対馬、尖閣諸島）、ベトナム北部、ラオス、ロシア（沿海地方南部）
- L. r. walli　サキシママダラ

日本（宮古列島、八重山列島）固有亜種

## 形態
黒い横縞模様が入る。
- L. r. rufozonatus　アカマダラ

全長は60-120cm。赤褐色の体色に黒い横縞が胴体では55-70本、尾では20-90本入る。対馬の個体群は体色がより鮮やかだとされる。
- L. r. walli　サキシママダラ

全長50-100cm。基亜種より小型だが、仲御神島の個体群は海鳥を食べることで大型化し130cmに達するとされる。
黄褐色の体色に黒い横縞が胴体では20-50本、尾では10-30本入る。宮古列島の個体群は横縞が大型で横縞の数が少ないのに対し、八重山列島の個体群は横縞が小型で横縞の数が多い。天敵はイワサキワモンベニヘビ。

## 分類
以前はマダラヘビ属Dinodonに分類されていた。
- Lycodon rufozonatus rufozonatus Cantor, 1842　アカマダラ
- Lycodon rufozonatus walli (Stejneger, 1907)　サキシママダラ

## 生態
平地から低山地の森林、草原、水辺に住む。地表性だが、木に登ることもある。夜行性。外敵に襲われると総排泄腔から臭い匂いを出す防御行動を取る。
食性は動物食で、小型哺乳類、鳥類やその卵、トカゲ、ヘビ、カエル、魚類等を食べるが、特にネズミ、リス、カエルを好む傾向が強い。
繁殖形態は卵生で、日本では6-7月に基亜種は1回に10個前後、サキシママダラは1回に4-8個の卵を産む。

## 人間との関係
無毒で、ペットとして飼育されることもあり、日本にも輸入されている。サキシママダラは日本に生息するヘビの中では性格がおとなしく防御臭を出すことを除けば飼育しやすいヘビとされる。